# Christoph Freimann
Christoph Freimann (Leipzig, 1940) is een Duitse beeldhouwer en graficus.

## Leven en werk
Freimann studeerde van 1962 tot 1968 bij de hoogleraren Otto Baum en Herbert Baumann aan de Staatliche Akademie der Bildenden Künste Stuttgart in Stuttgart. Met een beurs bracht hij van 1973 tot 1974 een jaar door in de Cité Internationale des Arts in Parijs. In 1976 kreeg hij een stipendium van de Kulturkreises im Bundesverband der Deutsche Industrie en van 1979 tot 1980 verbleef hij in Rome. In 1993 behoorde hij tot de 41 uitgenodigde West- en Oost-Duitse metaalbeeldhouwers voor het symposium Stahlplastik in Deutschland 1993 in Halle. Van 1987 tot 1989 was Freimann gasthoogleraar aan de Hochschule für Gestaltung in Offenbach am Main.
De kunstenaar die bekend is geworden met zijn roodgelakte constructivistische metaalsculpturen woont en werkt in Stuttgart.

## Werken (selectie)
- Wippe (1973), Grünfläche Marktstraße in Leinfelden-Echterdingen
- 12 Kanten (1976/77), Joseph-von-Egle-Weg in Stuttgart
- Skulptur an der Olgastraße (1981), Olgastraße in Stuttgart
- Großer Bug (1984/85), Stadhallenpark in Sindelfingen
- Gingko (1986), Esslingen am Neckar
- Frankfurter Winkel (1989), Regensburg
- Zwölf Balken für Dreieich (1989), Frankfurt am Main
- Fiale (1990), Kunstpfad Universität Ulm in Ulm
- Brückenskulptur (1990), Wörthbrücke in Nürtingen
- Ohne Titel (1993), König-Wilhelmstraße in Ulm
- Großer Bug II (1994), Skulpturenmeile Mannheim in Mannheim
- Baumskulptur II (1994), Finanzamt in Böblingen
- Bitzer Blitz (1994), Leibnizstraße in Sindelfingen
- Gloria (1995), Regierungspräsidium in Stuttgart-Vaihingen
- Große Liegende (1996), Gmunder Symposium in Gmunden
- Großer Baum (1997), Leipzig
- Springer (1998), Skulpturenpfad Bad Waldsee in Bad Waldsee
- Il Punto (1998), Kronprinzstraße in Stuttgart
- Die Reitzensteiner (1999), Kreissparkasse in Esslingen am Neckar
- Spirale (2000), Hauptstraßen/Jahnstraße in Eislingen/Fils
- Karusell (2002), Allianz in Stuttgart
- Morgenstelle (2004), Chemielabor H6 in Tübingen

## Fotogalerij

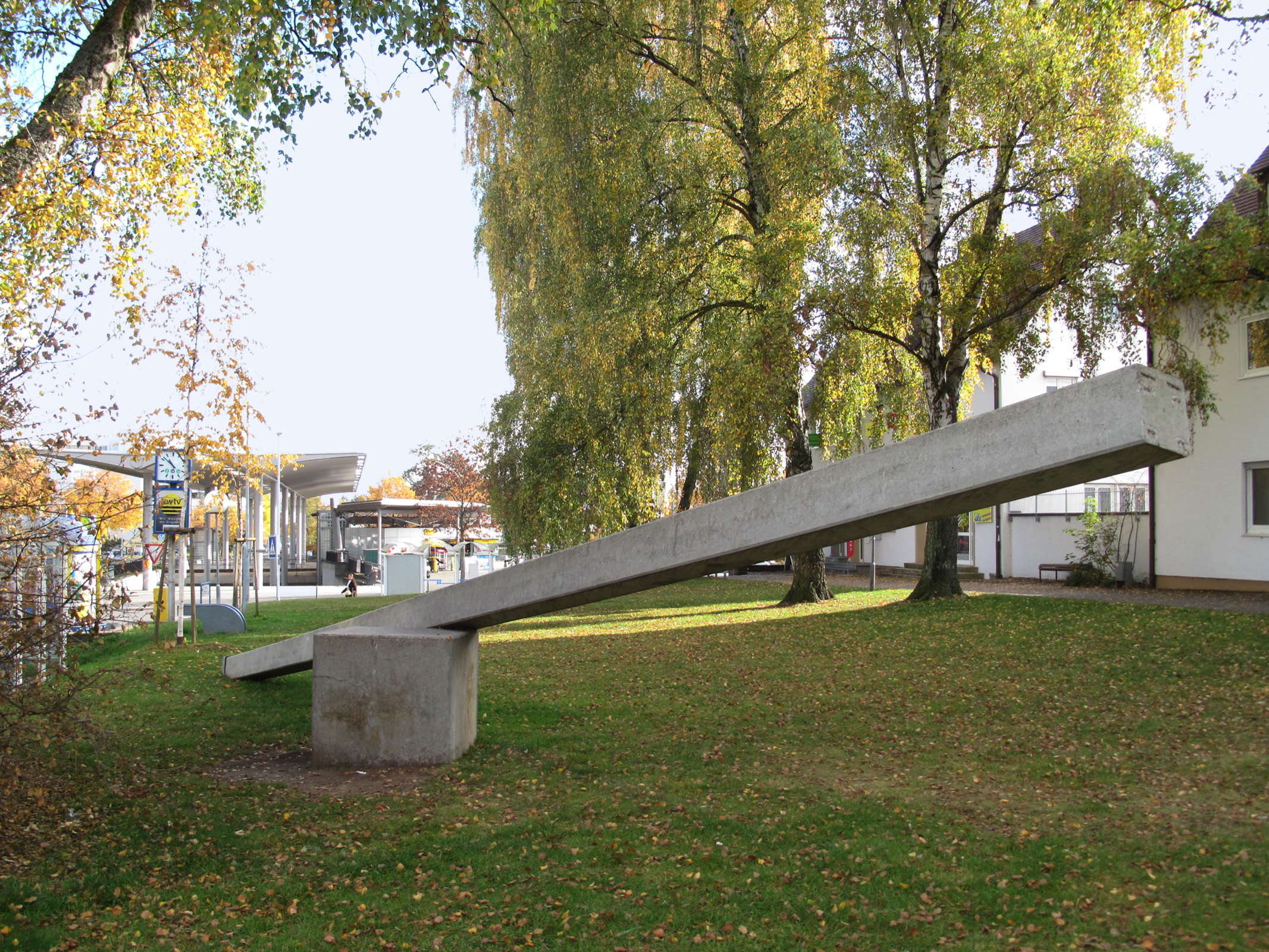
Wippe (1973), Leinfelden-Echterdingen
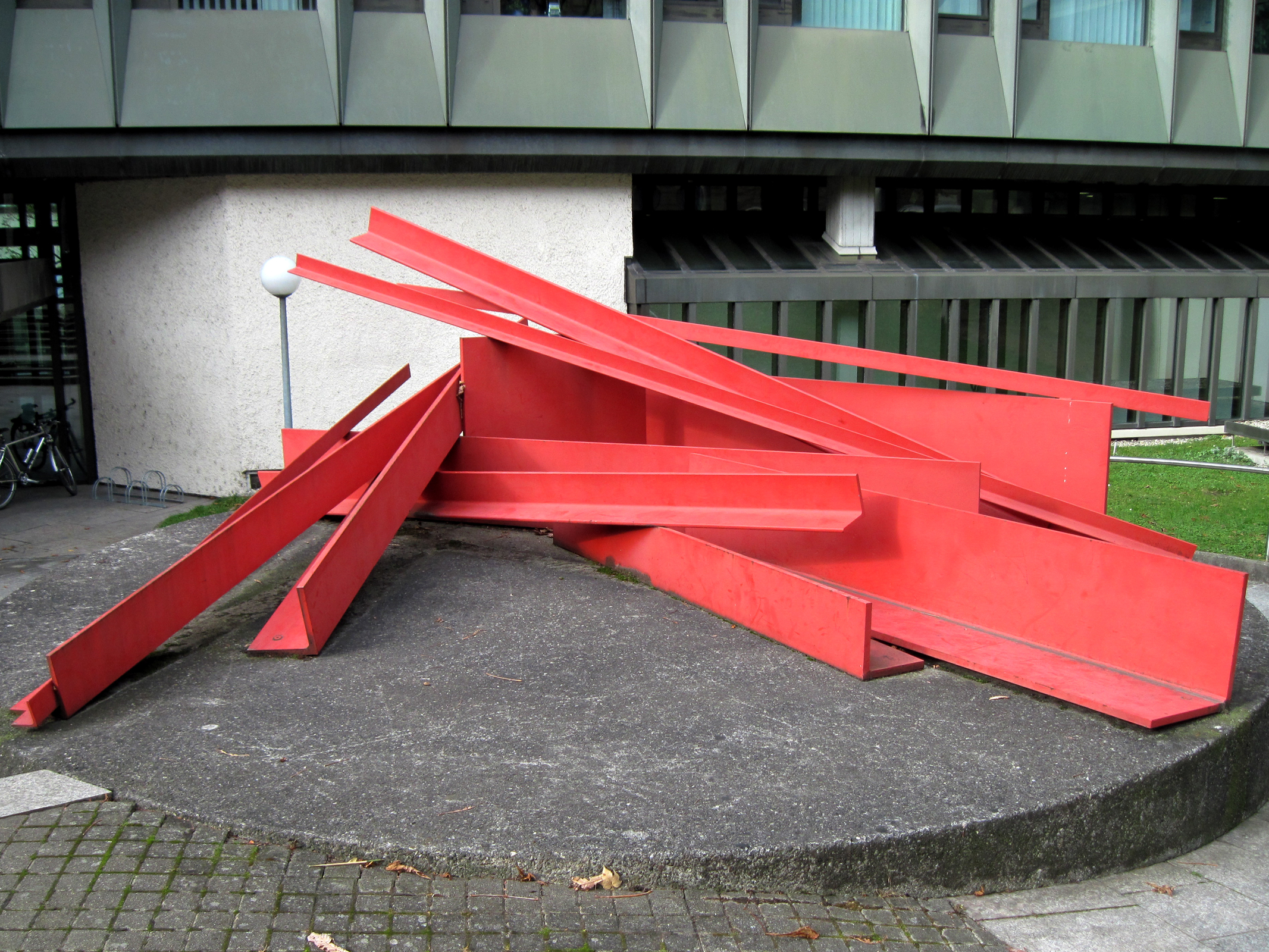
Skulptur an der Olgastraße (1981)
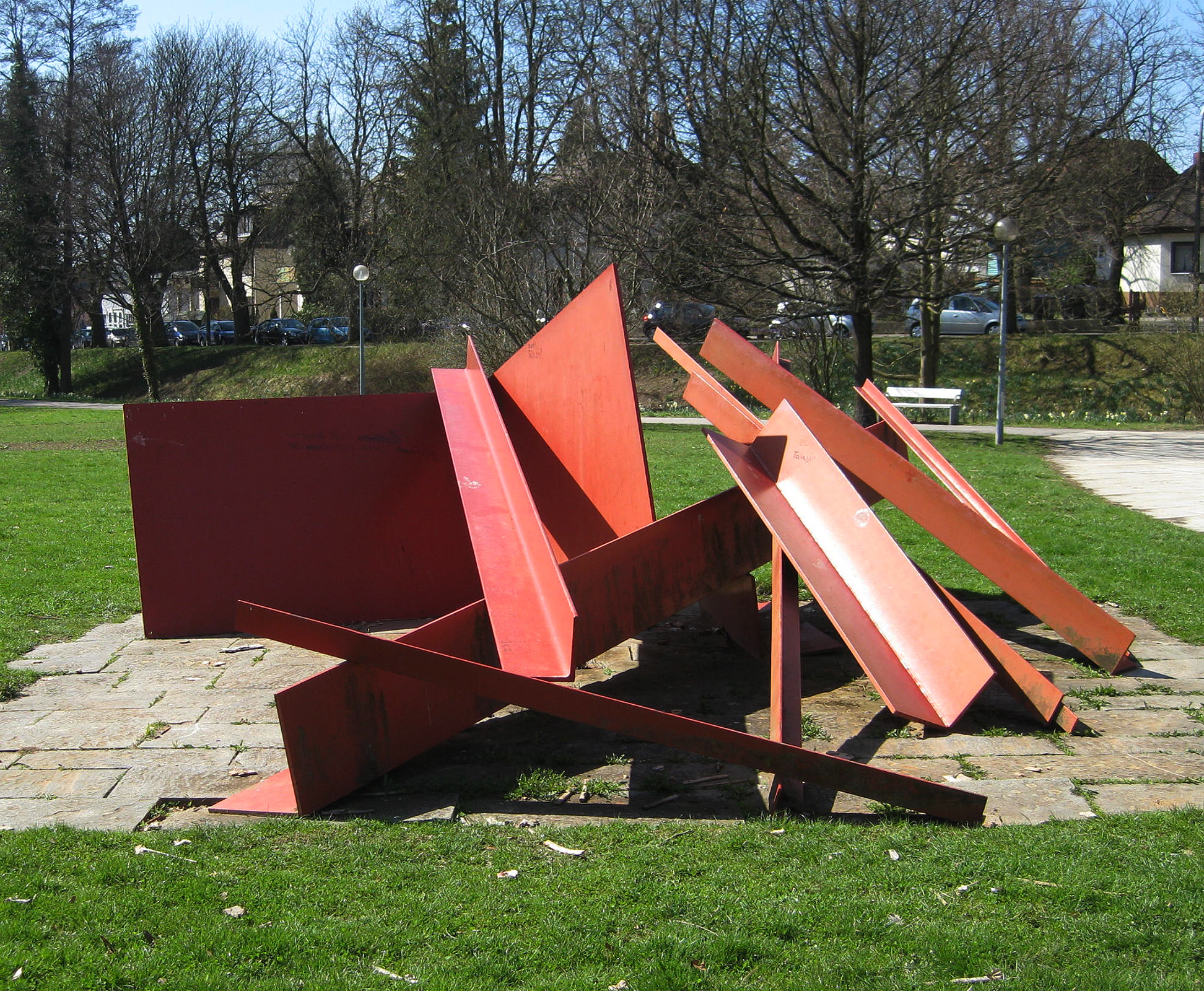
Großer Bug (1984/85)
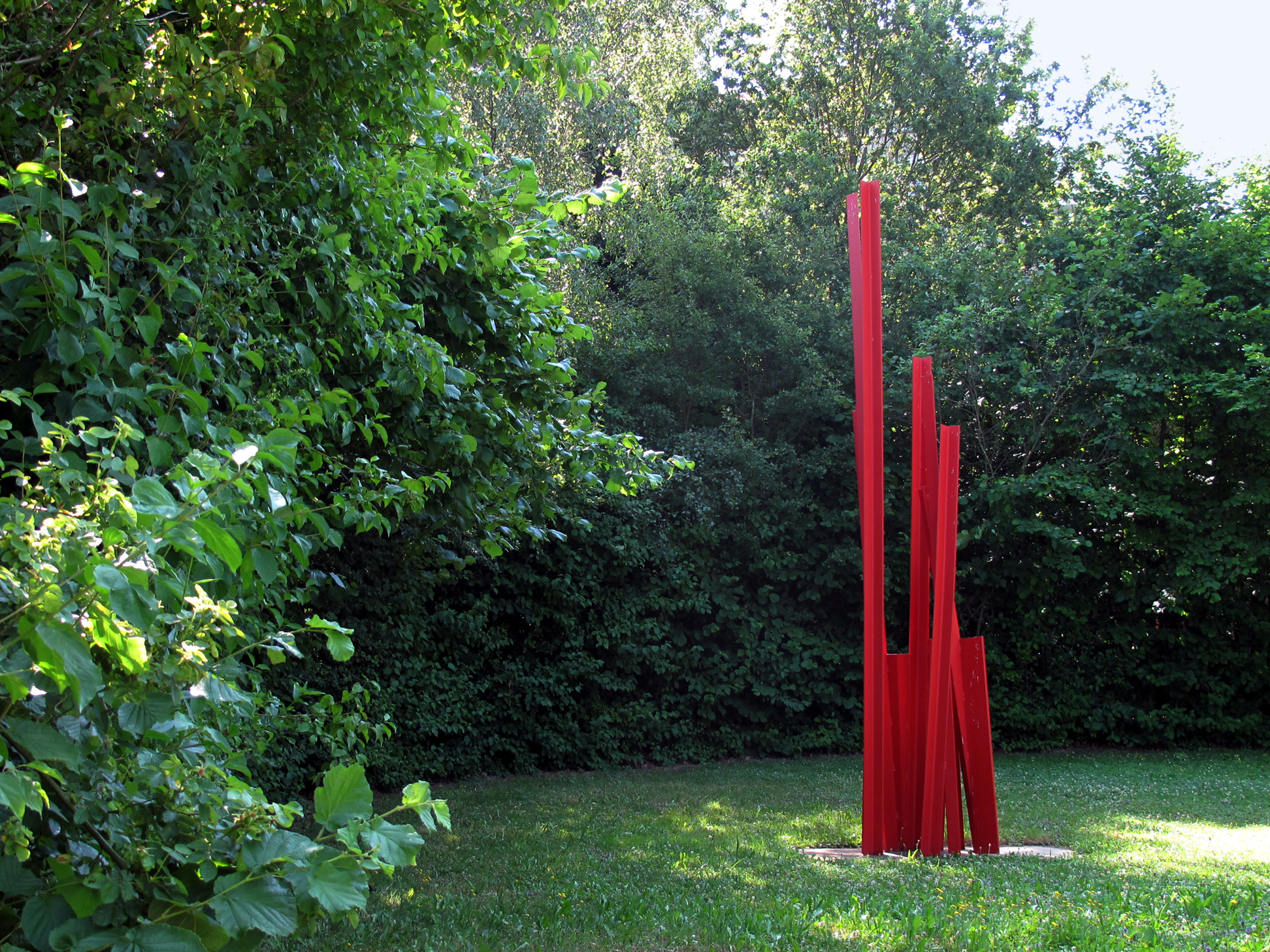
Fiale (1990)
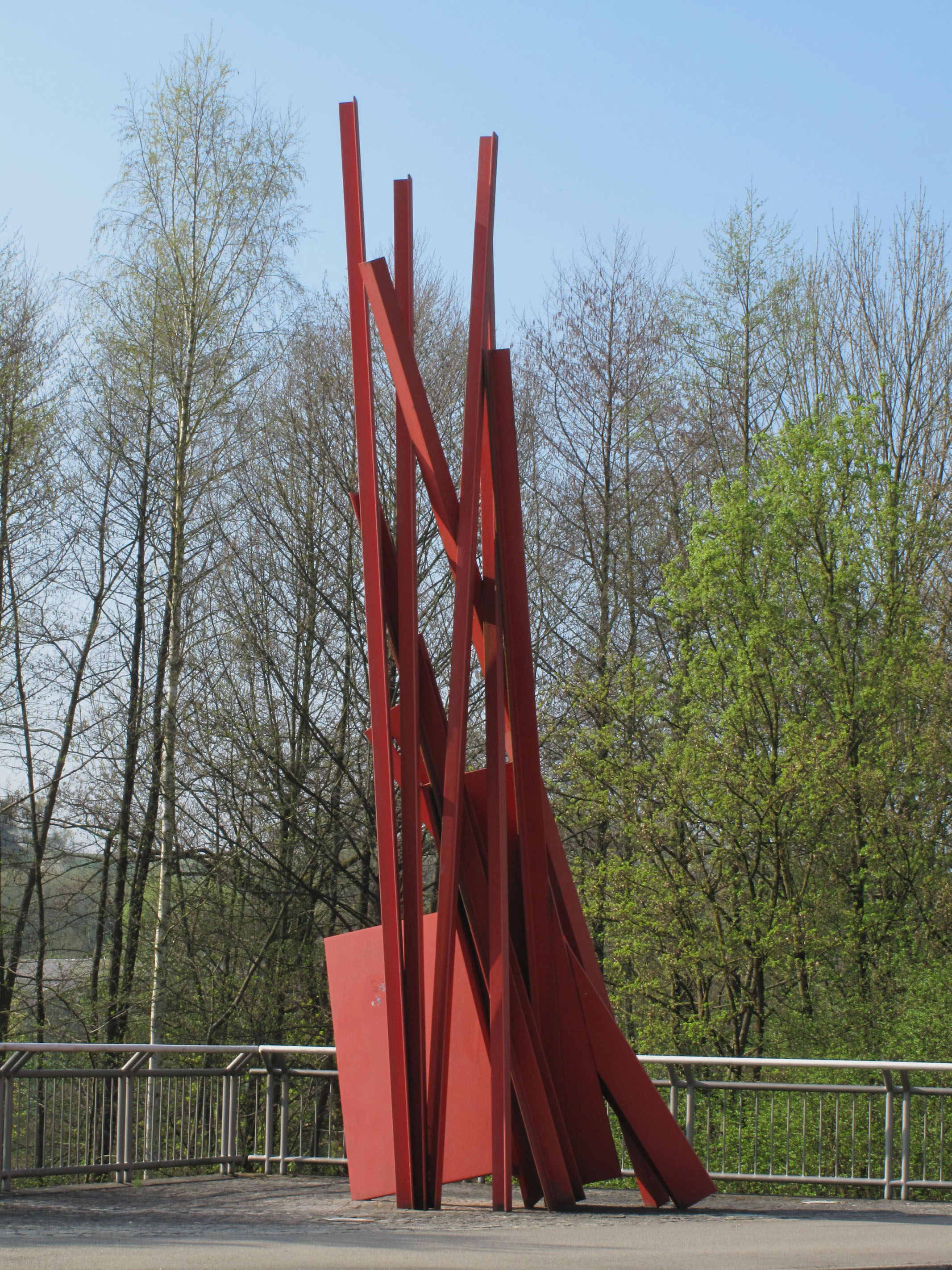
Brückenskulptur (1990)
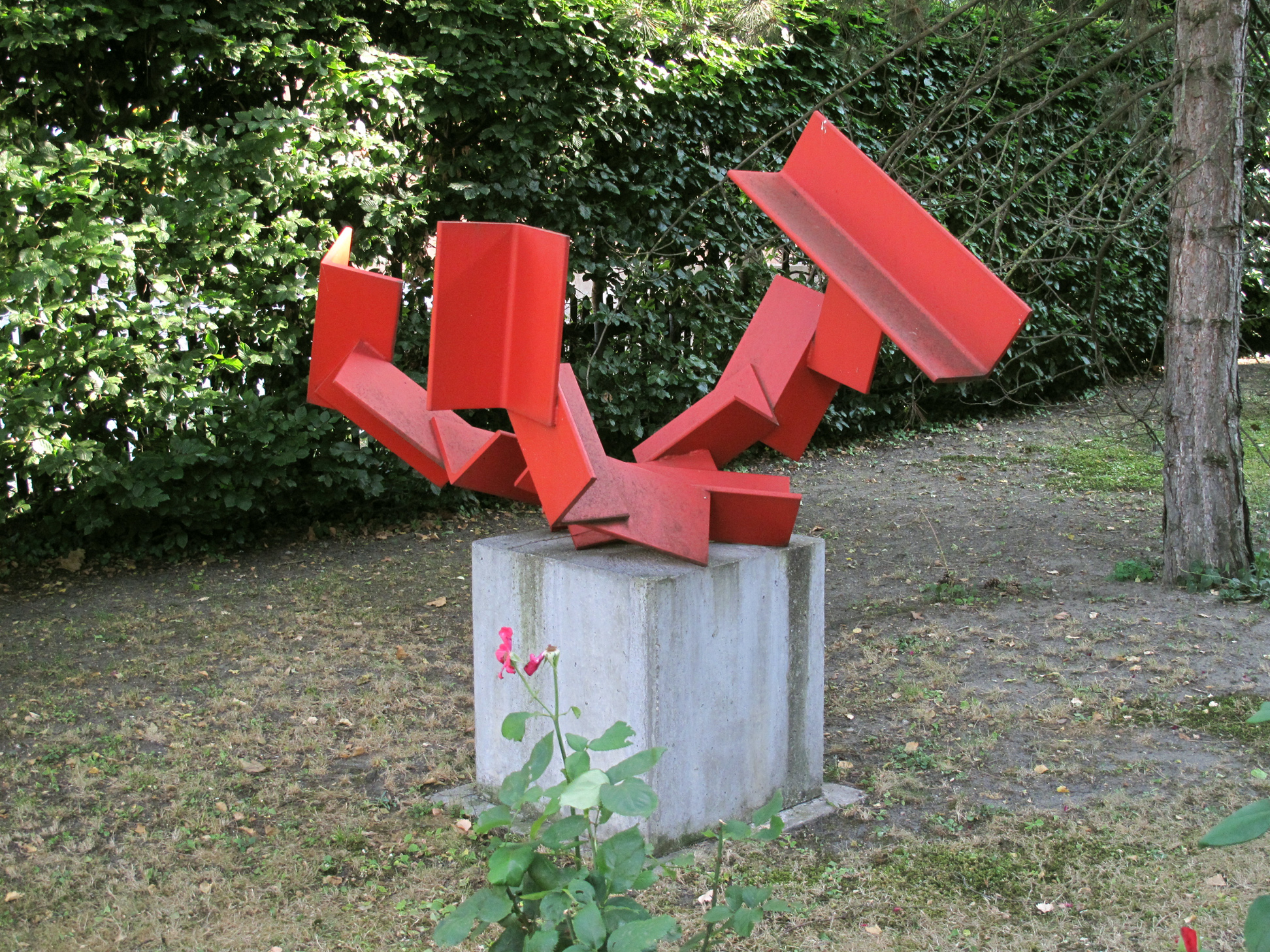
Ohne Titel (1993)
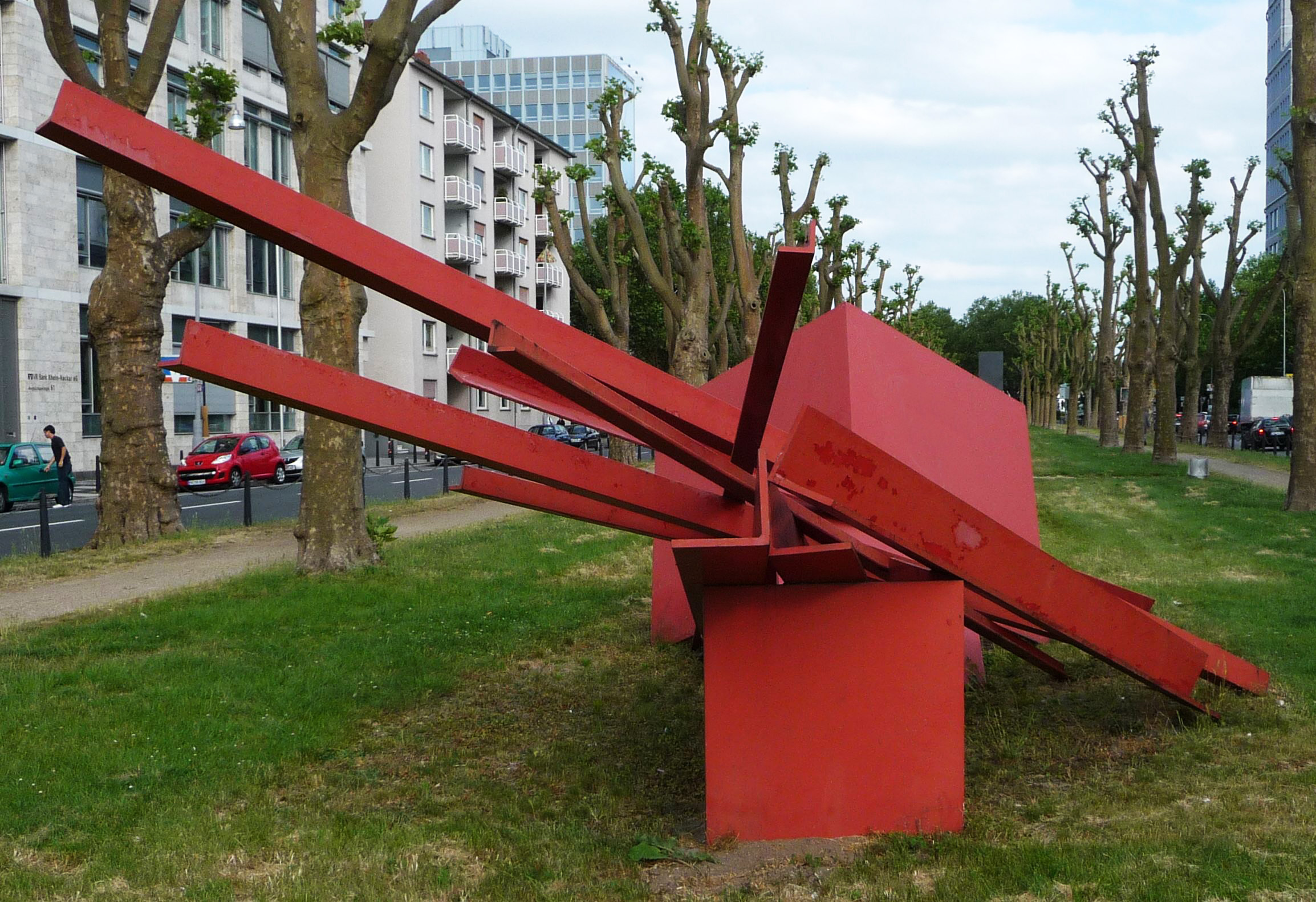
Großer Bug II (1994)
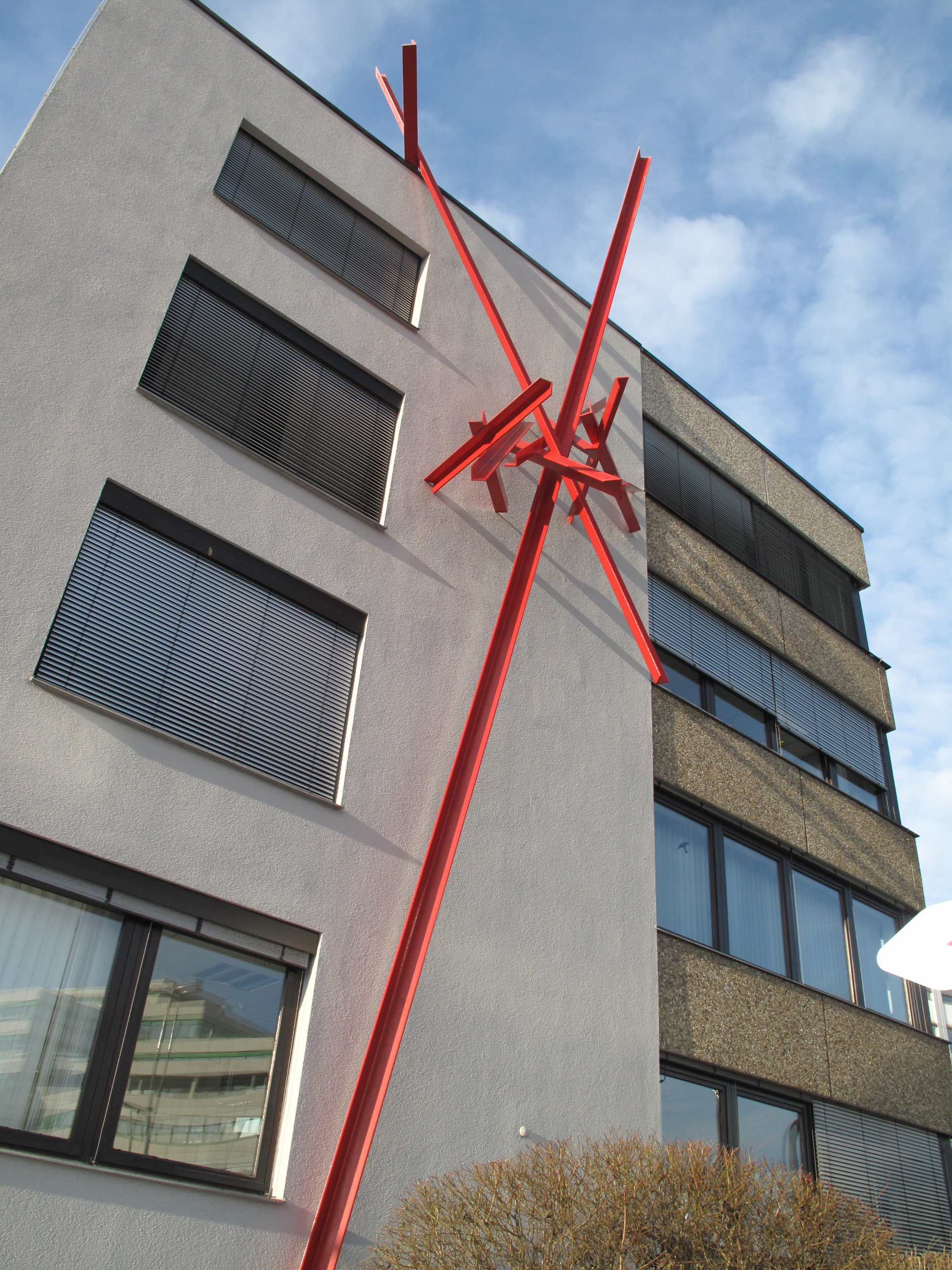
Bitzer Blitz (1994)
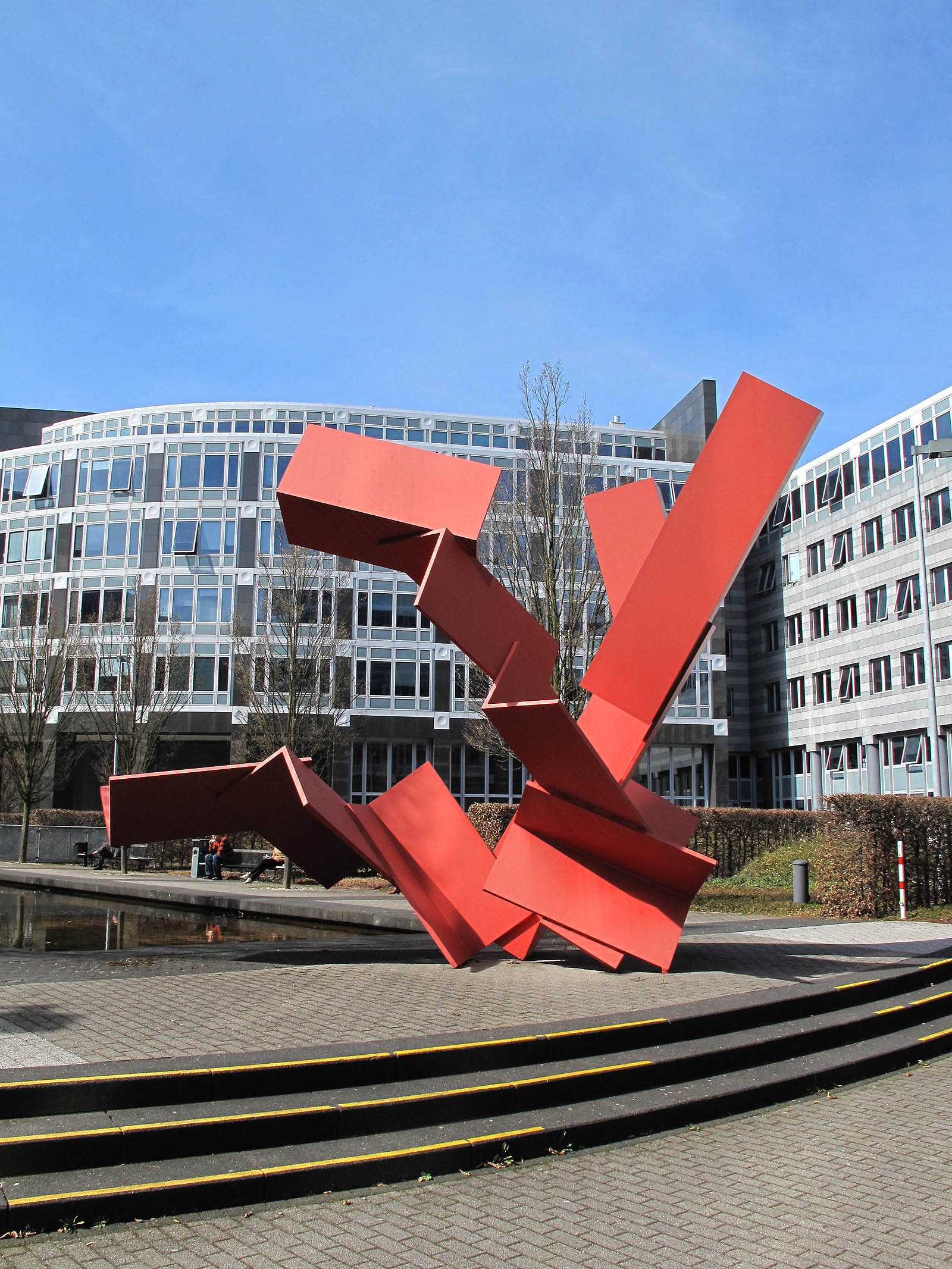
Gloria (1995)
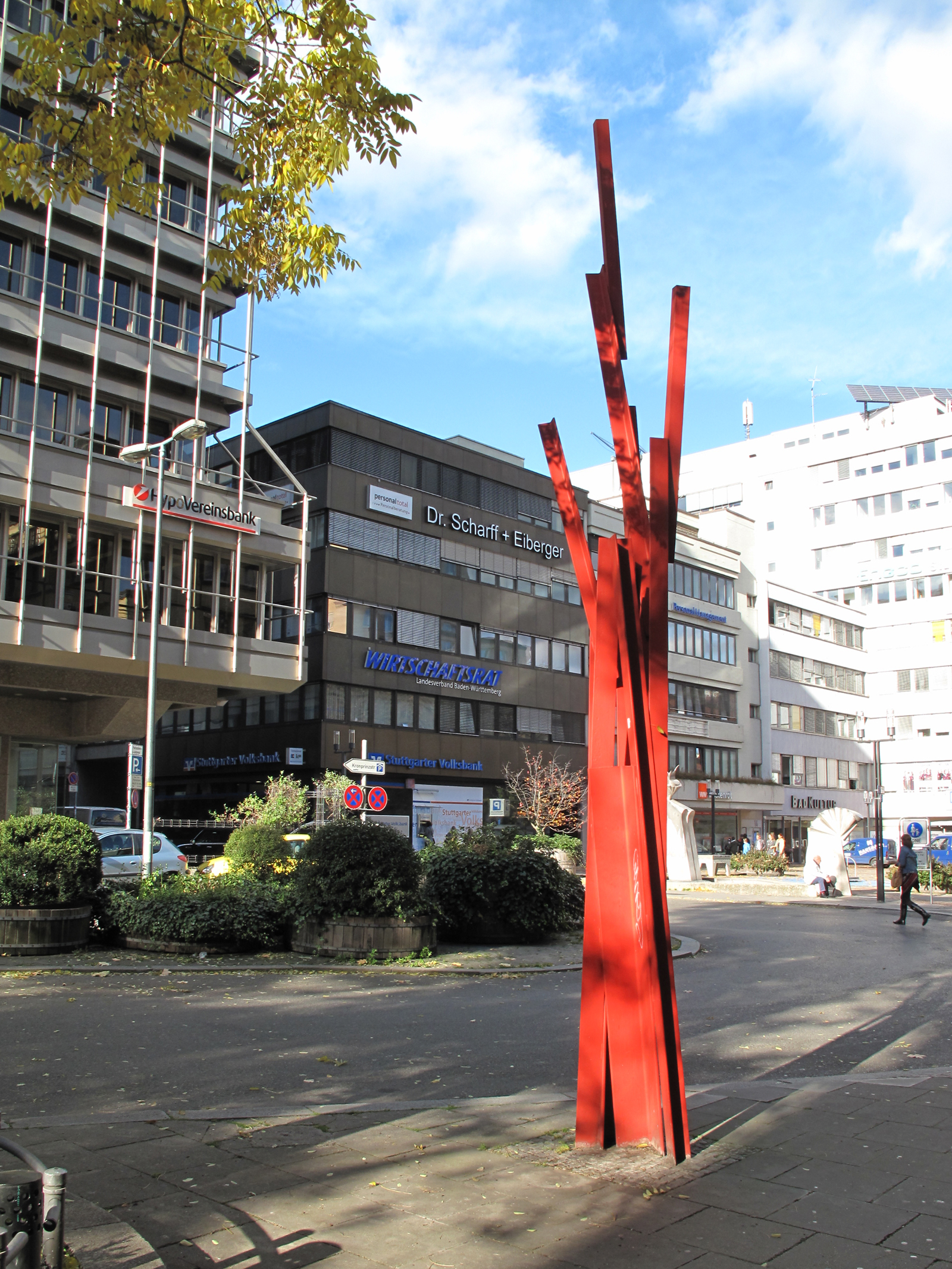
Il Punto (1998)
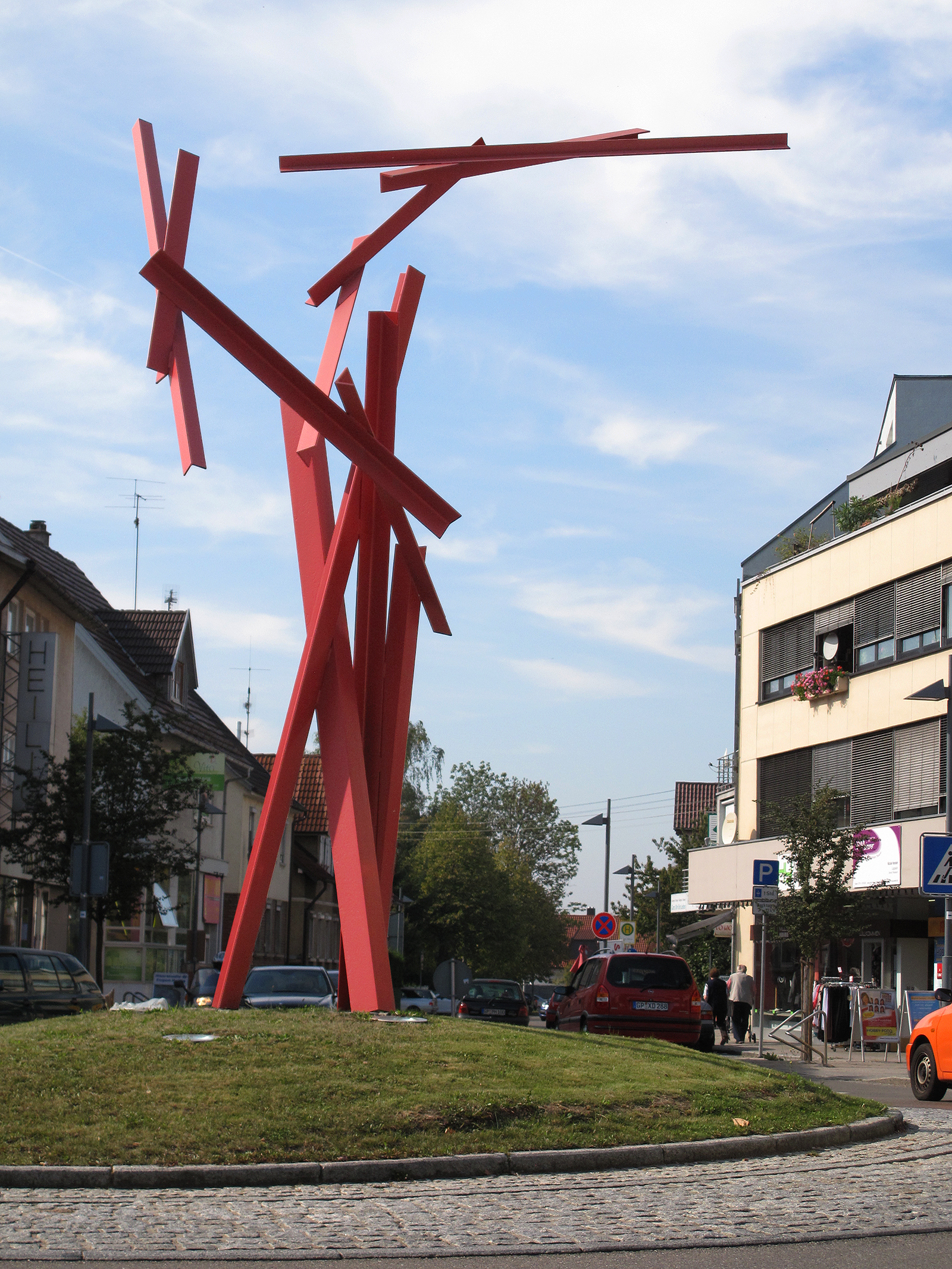
Spirale (2000)
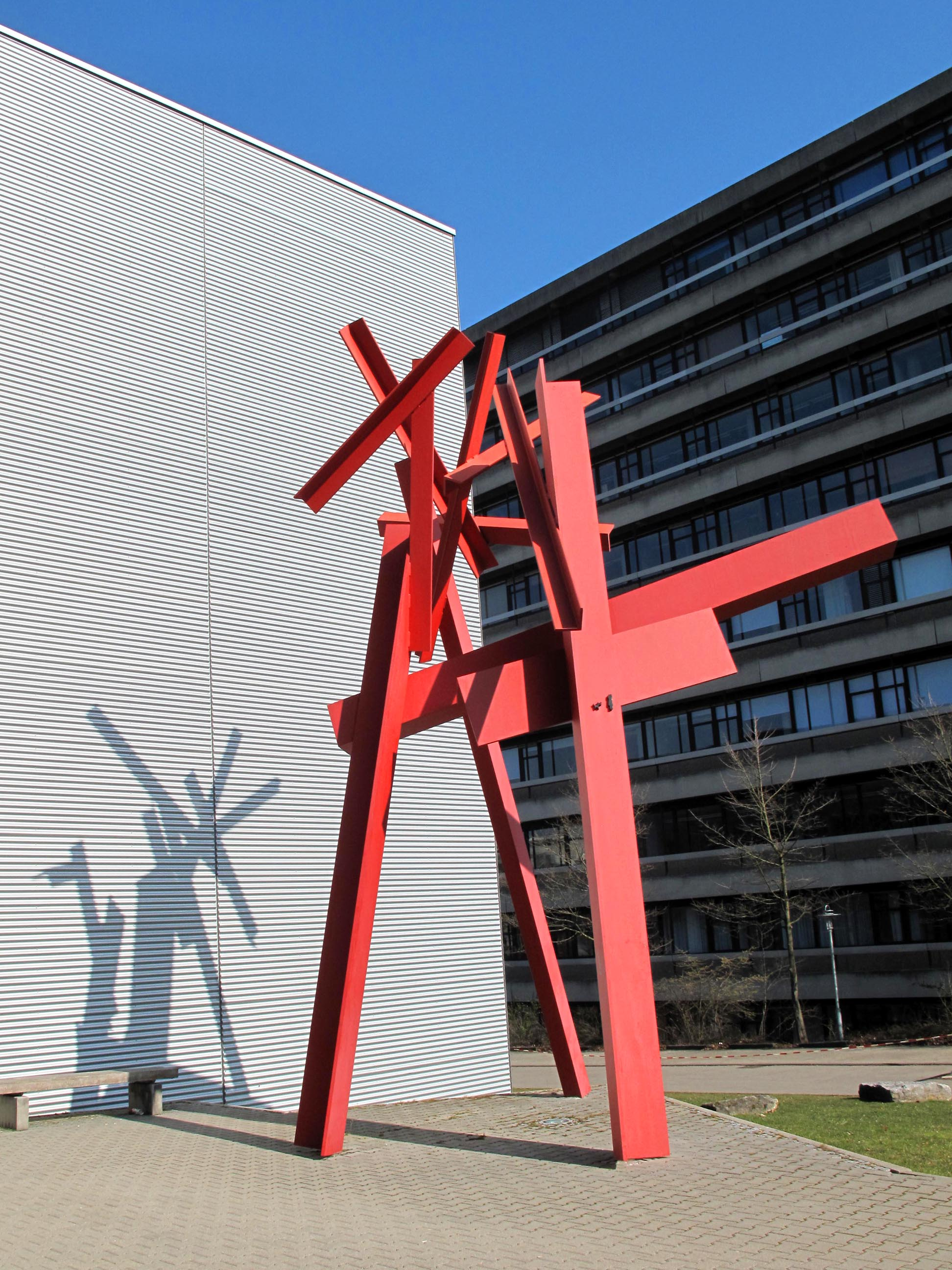
Morgenstelle (2004)